# Comuna Ozereanî, Dubno
Ozereanî (în ucraineană Озеряни) este o comună în raionul Dubno, regiunea Rivne, Ucraina, formată din satele Kopanî, Kvitneve, Nahirne și Ozereanî (reședința).

## Demografie
Componența lingvistică a comunei Ozereanî
     Ucraineană (99,35%)
     Alte limbi (0,59%)
Conform recensământului din 2001, majoritatea populației comunei Ozereanî era vorbitoare de ucraineană (99,35%), existând în minoritate și vorbitori de alte limbi.